# Бутирки (Грязінський район)
Бутирки (рос. Бутырки) — село у Грязінському районі Липецької області Російської Федерації.
Населення становить 1406  осіб. Належить до муніципального утворення Бутирська сільрада.

## Історія
З 13 червня 1934 до 6 січня 1954 року у складі Воронезької області. Відтак входить до складу Липецької області.
Згідно із законом від 23 вересня 2004 року № 126-ОЗ органом місцевого самоврядування є Бутирська сільрада.

## Населення
| 2009  | 2010  | 2012  | 2013  | 2014  | 2015  | 2016  |
| ----- | ----- | ----- | ----- | ----- | ----- | ----- |
| 1059  | ↗1092 | ↗1100 | ↗1185 | ↗1305 | ↗1359 | ↗1399 |
| 2017  | 2018  |       |       |       |       |       |
| ↗1419 | ↘1406 |       |       |       |       |       |